# Orde de Cluny
L'orde de Cluny és un orde cistercenc (o, més aviat, una congregació benedictina que en reforma la regla) creat per Guillem I, duc d'Aquitània i comte de Mâcon, en un acte redactat a Bourges l'11 de setembre de 909 (o 910) on cedeix uns terrenys de Borgonya al monjo Bernó per fundar-hi un monestir de dotze monjos, l'abadia de Cluny.
Un orde religiós és un tipus d'institut de vida consagrada on tots els seus membres emeten vots solemnes. Cada comunitat es comportarà de diferent manera depenent del caràcter i de la finalitat de cada institut.
Sorgeix amb la voluntat de l'església catòlica de reformar l'Orde de Sant Benet, aplicant la Regla de sant Benet amb el rigor i l'observança que hi havia hagut en els inicis de l'orde. Amb el pas del temps, la vida monàstica s'havia relaxat i havia perdut de vista l'ideal de Sant Benet. A més, el clergat secular de l'Església tampoc no donava bon exemple de vida cristiana. Els sants abats Ot de Cluny, Maiol, Odiló, Hug i Pere el Venerable, van creure que els principals problemes de l'Església eren, en aquell moment:
- la investidura de càrrecs eclesiàstics (investir laics com a bisbes, abats...)
- la simonia (compra de l'ofici)
- el nicolaitisme o clerogàmia (incompliment del celibat entre els monjos)

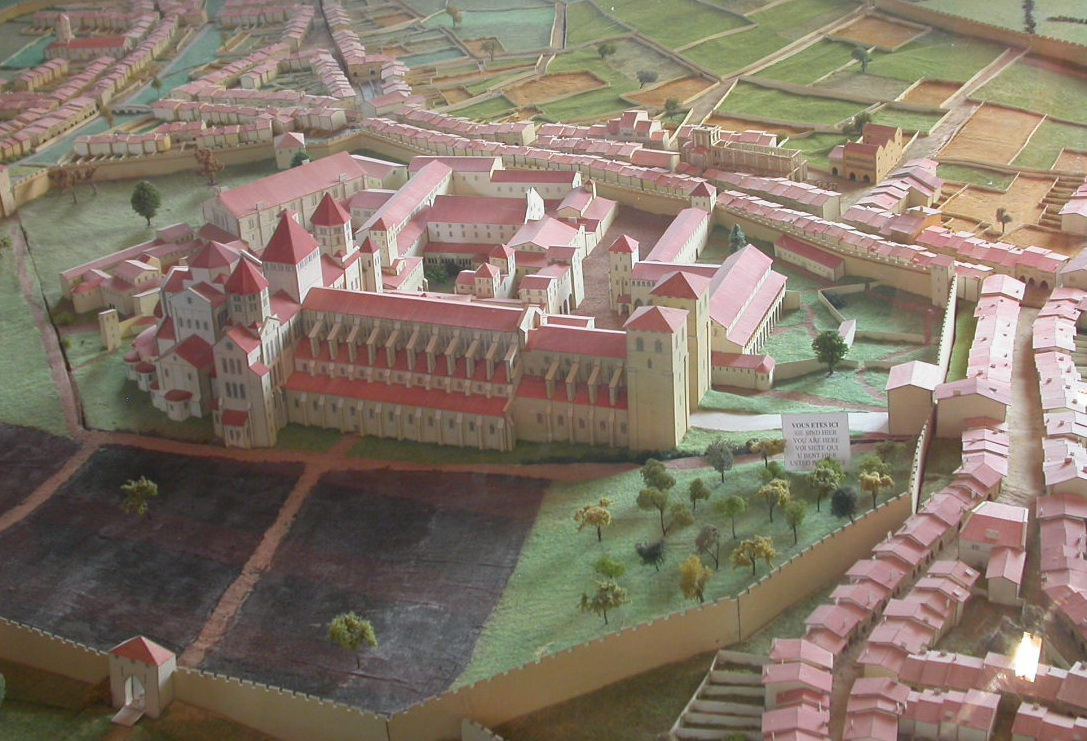
Maqueta amb la reconstrucció de l'abadia de Cluny

La reforma de Cluny vol acabar amb tot això i retornar a l'estil de vida monàstica austera i rigorosa.
Per evitar interferències, l'abat de Cluny depenia directament del Papa, sense haver de retre comptes a bisbes o nobles.
A partir de la reforma de Cluny, molts monjos també s'ordenen sacerdots, i, per tant hi ha dues menes de monjos: sacerdots o monjos de cor i germans conversos. Els sacerdots estan dedicats al treball intel·lectual i els conversos feien els treballs manuals.
No obstant això, la reforma cluniacenca va exagerar dues coses que van acabar perjudicant la vida monàstica:
1. La salmòdia: de 150 salms setmanals, repartits al llarg de l'ofici diví, es passa a 200 salms diaris, per poder lloar Déu tot el dia. Aquest fet va en detriment del treball manual, essencial en la vida benedictina.
2. Exagera la solemnitat del culte, de manera que es torna a caure en la riquesa i l'ostentació contra la qual es volia lluitar.

Van influir notablement en la cultura i l'art.

## Història de l'orde
La seva expansió es va dur a terme gràcies a l'abat Odó, que va anar de convent en convent per ensenyar la reforma. Alguns es negaven a admetre'l com a abat, però gràcies a ell la influència de Cluny va augmentar encara que la seva organització era més aviat pobra.
El 994 Odiló va ser nomenat abat de Cluny, i va dirigir el monestir durant 55 anys. Fill dels senyors de Mercoeur, va mantenir relacions amb els personatges més il·lustres del seu temps i va aprofitar les oportunitats que va tenir l'ordre. En un context marcat per l'esfondrament de les estructures carolíngies i el desmantellament laic, no va poder comptar amb la protecció de l'alta aristocràcia i es va aliar amb els senyors, que era la força preponderant des de l'inici dels anys mil. Va tractar d'apaivagar-ne la violència fent ús de la pau i treva de Déu.
Directament sotmès a la Santa Seu, al segle XI Cluny era un instrument eficaç per a l'èxit de la reforma gregoriana. Diversos papes i llegats pontificis van sortir de Cluny, entre els quals Gregori VII. S'imposarà a un nombre creixent de convents, i farà que Cluny esdevingui el centre monàstic més important d'Europa entre els segles X i XII. Molts monjos d'Europa que venen a Cluny com a escola, i quan tornen als seus convents d'origen, expliquen i apliquen les ensenyances. Els monestirs cluniacencs s'agrupen i es federen, i al segle XII arriben a tenir 2.000 monestirs federats, amb centenars de monjos adscrits.
L'orde de Cluny va entrar en crisi per diferents motius, com ara la rigidesa, que no permetia la flexibilitat entre cases diferents. A més, a poc a poc es van anar incorporant nobles sense vocació a l'orde amb l'objectiu de beneficiar-se de les comoditats de la vida monàstica; aquest fet va suposar una relaxació de costums. Progressivament, l'orde també es va anar orientant cap a aspectes eremítics i ascètics. L'orde de Cluny va desaparèixer deixant pas a nous ordes, com el del Cister.